# Micròfon de condensador

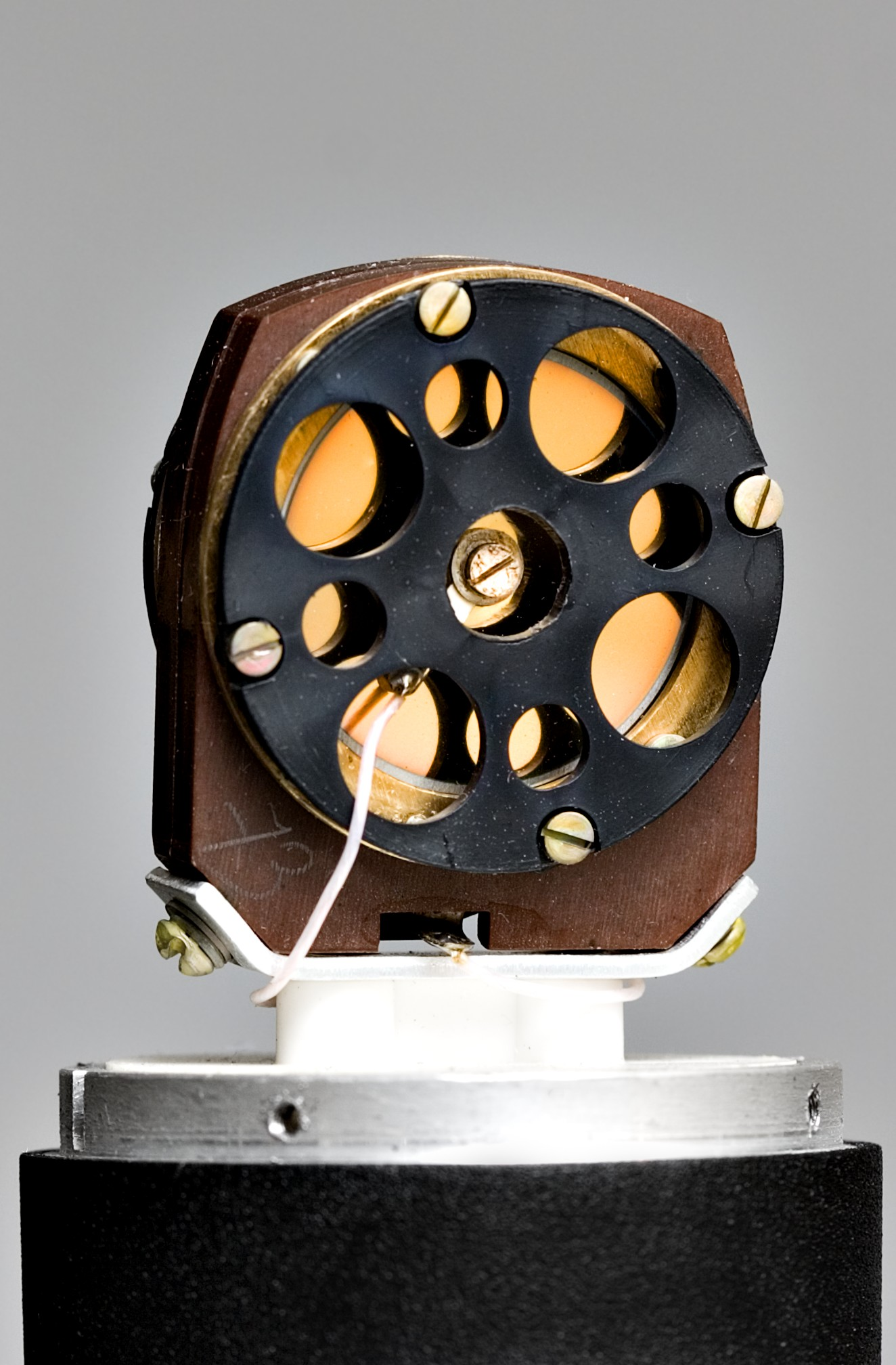
Micròfon de condensador.

En el  micròfon de condensador  la càpsula microfònica està formada per dues plaques de condensador, una fixa i l'altra mòbil, separades per un material aïllant. També se li diu  micròfon electroestàtic  per analogia a la nomenclatura micròfon dinàmic per al micròfon de bobina mòbil, però en aquest cas aquesta terminologia no està ben emprada, la raó, el micròfon electret i el micròfon de condensador de radiofreqüència també són electroestàtics. Un altre nom que rep és el de  micròfon capacitiu.

## Funcionament
El micròfon de condensador es basa en un fet físic: si una de les plaques d'un condensador té llibertat de moviment respecte a una altra que roman fixa la capacitat d'emmagatzemar càrrega variarà. La placa mòbil fa la funció de membrana del micròfon. Es tracta d'un disc conductor (base de polièster amb recobriment de metall vaporitzat que és el que ho fa conductor) de 12 a 25 mm de diàmetre. És aquesta placa mòbil la que s'acosta o s'allunya de la fixa, provocant una variació en la càrrega elèctrica emmagatzemada (es guanyen o perden electrons en les plaques per la variació de la capacitat). Aquesta variació de càrrega produeix una variació de tensió que dona lloc al senyal del micròfon, ja que es posa una resistència en sèrie amb la font d'alimentació Phantom.
Les plaques del condensador necessiten d'un "potencial" per poder funcionar i fer dependre la tensió de la càrrega. Aquest potencial s'obté d'una pila interna oo bé, hi proporciona l'amplificador al qual es connecta el micròfon el que es coneix com "Phantom power" o alimentació fantasma (El phantom power és el sistema més estès, però també hi ha un altre que s'utilitza molt, sobretot en cinema: Alimentació AB). El consum de corrent varia entre els 0,5 i els 8 mA. L'alimentació externa arriba al micròfon des de la taula de mescles (48 volts si es tracta de corrent contínua o 12 volts si es tracta de corrent altern. A més, hi ha micròfons preparats per a alimentació de 18, 24 i 32 volts) Davant una taula donada, saber si treballa amb corrent continu o altern és fàcil. Les preses de corrent dels edificis proporcionen corrent altern, per això, les taules que treballin amb corrent continu necessiten un transformador i, en la presa de corrent, aquest és un element que queda a la vista). A més de proporcionar energia a les plaques, l'alimentació phantom o la pila, també subministren el corrent necessari per fer anar el circuit preamplificador (pre-amp) que els micròfons de condensador necessiten, ja que el seu senyal de sortida és feble. El preamplificador està format per un transistor d'efecte de camp (FET). Aquest preamplificador pot estar integrat en el micròfon o ubicat en un dispositiu separat. L'existència d'aquest preamplificador fa que el micròfon de condensador pugui lliurar un senyal de sortida de nivell de línia.
També aquest tipus de micròfons tenen la funció (Fate) la qual serveix per augmentar l'amplitud (volum) per a l'ús de l'usuari.

## Característiques
Una bona part dels micròfons de condensador són de direccionabilidad variable. És a dir, tenen un interruptor que permet triar la direccionalitat (Super cardioide, direccional o omnidireccional més convenient davant una presa de so donada).
La freqüència de ressonància dels micròfons de condensador se situa a la zona dels aguts (de 12 a 20 kHz), però, com el diafragma és menys pesant que el dels micròfons de bobina mòbil i, no aconsegueix pics tan alts com aquell. Els micròfons de condensador són els més utilitzats pels professionals, doncs, de totes les modalitats, ofereixen la major resposta en freqüència: de 20 Hz a 18.000 Hz Actualment (2005), el micròfon de condensador és considerat pels professionals com l'estàndard de màxima qualitat, quedant la resta de modalitats per a aplicacions específiques.
El gran avantatge del micròfon de condensador és que la mida del seu diafragma no està limitat pel fet d'haver de acoblar-se a un determinat camp magnètic, com passa en els electrodinàmics (de bobina mòbil o de cinta).
El principal desavantatge dels micros de condensador és que, per la seva gran sensibilitat, si la font sonora és molt alta o està massa alta, pot produir distorsió per sobrecàrrega, el que entre els professionals rep el nom de  so cremat .
Un altre inconvenient és que presenten una impedància de sortida molt alta, de manera que la longitud de cable perquè no hi hagi pèrdues ha de ser curta.
A més a més, també presenten altres grans inconvenients: es veuen afectats per les condicions d'humitat i temperatura, són molt fràgils i tenen un alt cost.

## Tipus de micròfons
- Micròfon electroestàtic
- Micròfon de direccionalitat variable
- Micròfon omnidireccional
- Micròfon bidireccional
- Micròfon unidireccional
- Micròfon cardioide
- Micròfon de bobina mòbil
- Micròfon de cinta
- Micròfon electret
- Micròfon de condensador de radiofreqüència
- Micròfon de zona de pressió